# Маршофф, Беатрис
Фрэнсис Беатрис Маршофф (17 сентября 1957, Блумфонтейн — 15 апреля 2023, Соуэто, Гаутенг) — южноафриканский политик, занимавший пост премьер-министра Фри-Стейт с 2004 по 2009 год. Она сменила Винки Диреко на этой должности 22 апреля 2004 года и была заменена Эйсом Магашуле 6 мая 2009 года.
Беатрис Маршофф также была дипломированной медсестрой, а также была членом Исполнительного совета по социальному развитию в Фри-Стейт (июнь 2001—21 апреля 2004). До этого она была членом парламента от Африканского национального конгресса (1994—1999). 

## Биография
Родилась 17 сентября 1957 года в Блумфонтейне, Фри-Стейт, Южная Африка.
Маршофф с отличием окончила среднюю школу доктора Блока в Хайдедале, Блумфонтейн в 1975 году, затем получила диплом акушерки, а затем диплом медсестры интенсивной терапии и медсестры операционной. Она работала медсестрой в Йоханнесбурге с 1977 по 1982 год, а затем до 1986 года в больнице Пелономи в Блумфонтейне.
Она всё больше интересовалась политикой и работала в различных региональных и провинциальных политических органах. За это время она стала членом Ассоциации работников здравоохранения и Южноафриканской организации здравоохранения и социальных служб. В 1994 году она была избрана в Национальное собрание. В 1998 году она возглавляла Программу реконструкции и развития в парламентском финансовом комитете и возглавляла подкомитет по бюджету здравоохранения.
Маршофф была разведена и была матерью троих детей. Она жила в Мангаунге и умерла 15 апреля 2023 года в возрасте 65 лет в больнице Криса Хани Барагваната в Соуэто.